# When You're Gone (Maggie MacNeal)
When you're gone is de derde single van Maggie MacNeal. In die tijd stond haar naam gelijk aan die van de haar begeleidende muziekgroep.
Na het matige succes van Nothing else to do werd When you're gone haar grootste succes (op haar eigen naam) ooit, uitgaande van de Nederlandse en buitenlandse hitparades. When you're gone is geschreven door haarzelf en haar echtgenoot Frans Smit, Als muziekproducenten traden op Richard de Bois en Peter van Asten (Peter Bewley), samenwerkend in Ladybird Production. Jan Schuurman was de geluidstechnicus in de Soundpush Studio. Ruud Bos verzorgde het arrangement. Maggie MacNeal nam ook een Duitse versie op onder de titel Ein Abend für zwei. De Belgische zangeres Carina nam het op onder de Vlaamse titel Jij bent nu bij mij. Volgens Sjoukje van ’t Spijker zong ze bij dit nummer met haar eigen stem; eerder zou ze haar stem zangtechnische hebben verdraaid. Op de single werd ze begeleid door het Gewestelijk Orkest.
De B-kant was Mother nature geschreven door Robert Verwey (uit Brainbox) en zijzelf, het werd alleen geproduceerd door Van Asten, maar bleef een non-album-track. De single werd gestoken in een hoes met daarop een foto gemaakt door Ronnie Hertz.
When you're gone zou in 1976 verschijnen op haar elpee Maggie MacNeal, op de singlehoes werd daar nog geen melding van gemaakt.
Het nummer stond zes weken genoteerd in de Nationale Hitparade, het haalde daarin de vierde plaats. Ook in België verkocht het plaatje redelijk; 3 weken notering en hoogste plaats 26 in de Vlaamse hitparade uit die tijd. In de Nederlandse Top 40 stond het negen weken en haalde tweemaal de derde plaats achter Pussycat met Mississippi en John Denver met Calypso. Bijzonder was de hitnotering in Brazilië waar het zes weken nummer 1 stond; ze kon daardoor in 1977 aan Braziliaanse tournee van zes weken houden dankzij het succes van deze single en Love was in your eyes. Het werd vastgelegd door de AVRO onder leiding van Theo Ordeman. 

## NPO Radio 2 Top 2000
| Nummer met noteringen in de NPO Radio 2 Top 2000 | '00  | '01  | '02  | '03  |
| ------------------------------------------------ | ---- | ---- | ---- | ---- |
| When You're Gone                                 | 1303 | 1302 | 1798 | 1885 |

1. ↑  Een vetgedrukt getal geeft de hoogste notering aan.
2. ↑  2000 was het eerste jaar met een notering voor dit nummer.
3. ↑  Deze tabel is bijgewerkt tot en met de laatste editie (2024).